# Amy Atwell
Amy Atwell (n. 30 iunie 1998, Perth, Australia de Vest, Australia) este o baschetbalistă australiană, medaliată olimpică. A participat la 1 ediție a Jocurilor Olimpice (2024) în care a câștigat 1 medalie de bronz.

## Participări
Lista de mai jos prezintă principalele competiții la care a participat Amy Atwell de-a lungul carierei.
- Baschet la Jocurile Olimpice de vară din 2024 - feminin